# Girls Mode 4 スター☆スタイリスト
『Girls Mode 4 スター☆スタイリスト』（ガールズモード フォー スタースタイリスト）は、シンソフィアが開発し、2017年11月2日に任天堂から発売されたニンテンドー3DS用ソフト。ヨーロッパでは同年11月24日、アメリカでは同年12月25日に発売された。

## 概要
ニンテンドー3DSで発売された『GIRLS MODE 3 キラキラ☆コーデ』の続編であり、『わがままファッション ガールズモード』から続くシリーズの4作目。
プレイヤーはセレクトショップの店長となって経営し、来店する客のファッションをコーディネートする。アイテム数は公式サイトによると約20000点と膨大であり、多彩なコーディネイトが楽しめる。本作では「ヘッドホン」「ブレスレット・時計」も着けられるようになり、「ネイル」も加わり、コーデに合わせて指先までオシャレができるようになった。
テーマ曲「Girls be ambitious」の歌をanna（FAKY旧メンバー）にゲーム内にはスターを目指す桜野やよい（CV:廣川奈々聖 from わーすた）、青紫月子（CV:R!N）、黄梨蛍（CV:柊優花）が登場、それぞれに楽曲が用意され、楽曲プロデュースはエイベックス・グループ 油井誠志、振付はMIKIKOが担当している。
通信はすれちがい通信、いつの間に通信、インターネット通信、最大4人のローカル通信プレイに対応する。
パッケージだけでなく、ダウンロードでも購入が可能。
北米では『Style Savvy: Styling Star』というタイトルで、欧州では『Nintendo Presents: New Style Boutique 3 - Styling Star』というタイトルで発売された。

## 登場人物

### スターを目指す3人
桜野やよい（さくらの やよい）
スワン・ブラックに憧れ、歌手になるために実家の牧場から街へとやって来た女の子。礼儀正しく元気なドジッ娘。
「NIN10プロ」に所属し、資金を稼ぐためにキイチが建物の1階で開いている花屋でアルバイトとして、2階の部屋を借りることとなる。
その後はアイドルだけでなくアクセサリーのモデル活動などもやることになる。
青紫月子（あおむらさき つきこ）
高級ホテル『パープルホテル』の一人娘。
スワン・ブラックに憧れて歌手になろうとしたが、母のミヤコに跡を継ぐように言われてしまう。しかし彼女の思いは歌手なることで逃げるように岩壁に追われながらこの街へとやって来た。その後「NIN10プロ」に所属し、「レディ・ムーン」という芸名で活動することになる。
黄梨蛍（きなし ほたる）
「ねこねこ動画」で踊ってみた動画を配信しているネットアイドル。語尾に「なのだ」と付けて喋り、会話もオタク染みている。アロムとは同じオタク仲間。ネットアイドルをしていることをアロムを含めた周囲には秘密にしている。
シュウジに踊ってみた動画を絶賛されたことで「NIN10プロ」の所属タレントとなる。
SF映画『ウォーズ オブ スペースナイト』のファンである。

### 取り巻く人々
トモロウ
主人公の親戚で、後に主人公が経営するセレクトショップの店長。主人公が来たことで彼女に経営を任せた。
スワン・ブラック
やよい、月子、蛍が憧れ、目標としている世界的有名なシンガー。やよいと同じく実家は祖父の代から牧場をやっている。
赤名紅緒
やよいが通っている学園の理事長の娘で、やよいの親友。やよいのアイドル活動をドジを踏まないかを心配しながらも応援している。
ミヤコ
月子の母親で『パープルホテル』の支配人。夫に先立たれて経営を任されたことから、NIN10プロに乗り込んで月子と岩壁を戻してまで月子に歌手活動を辞めてほしいと願っていたが、月子の思いを聞いて考えを改めた。
岩壁
月子のボディーガード。月子が「NIN10プロ」に所属したのちに月子の芸能活動のサポートもやることとなる。
安室アロム
蛍のオタク仲間。
キイチ
関西弁で喋る花屋の店長。やよいをアルバイトとして雇った。
ハナエ
キイチの妹。夢はお笑い芸人。
シュウジ
芸能プロダクション「NIN10プロ」の社長。トモロウの後輩。
サワコ
芸能プロダクション「NIN10プロ」の受付兼経理。
ロベール
日曜のみやっている屋台パン屋。本業は画家。ダジャレをよく連発するが、蛍に「面白くないのだ」と言われるほどセンスが微妙。
シュシュ
ヘアサロンの店長をやっている美容師。滑舌が悪く「す」が「しゅ」になってしまう。
リップ
メイク・ネイルサロンの店長。
ショータ
ケーキショップの接客担当でシフォンの夫。
シフォン
ケーキショップのパティシエールでショータの妻。無口。新作ケーキの開発に余念がなく、なぜか主人公のセレクトショップに行ってヒントを得ようとしている。
むつき
エンディング後に登場するやよいの弟。将来は牧場を継ぐ。
さつき
エンディング後に登場するやよいの妹。将来は都会の大学に進学を考えている。

## ブランド
| ブランド名    | 読み方             | テイスト   |
| ------------- | ------------------ | ---------- |
| La Chou・Chou | ラ・シュシュ       | ガーリー   |
| DOUBLE U      | ダブルユー         | ベーシック |
| AZ・USA       | アズウサ           | クール     |
| Cherry Berry  | チェリーベリー     | ポップ     |
| Stray Cat     | ストレイキャット   | ロック     |
| Marble Lily   | マーブルリリー     | ロリータ   |
| Raven Candle  | レイヴンキャンドル | ゴスロリ   |
| flute f       | フルートフォルテ   | フェミニン |
| Baker Bridge  | ベイカーブリッジ   | プレッピー |
| カノコイ      | カノコイ           | アジアン   |
| SOYMILK       | ソイミルク         | エスニック |
| トルテポルテ  | トルテポルテ       | サイケ     |
| HELGA         | ヘルガ             | セレブ     |
| FANTANIA      | ファンタニア       | コスプレ   |

| ブランド    | 読み方       | テイスト   |
| ----------- | ------------ | ---------- |
| mezzo flute | メゾフルート | フェミニン |
| YLVA        | イルヴァ     | セレブ     |

| ブランド | 読み方         | テイスト   |
| -------- | -------------- | ---------- |
| DOUBLE U | ダブルユー     | ベーシック |
| Airship  | エアーシップ   | カジュアル |
| Dr.9     | ドクターナイン | クール     |
| KIDMAN   | キッドマン     | セレブ     |
| カノコイ | カノコイ       | アジアン   |

## スタッフ
- シナリオ：吉田玲子
- プロデューサー：山上仁志、吉田秀司
- スタイリスト：白石すみれ
- キャラクターデザイン：星野リリィ
- ムービー：Spooky graphic

## 評価
週刊ファミ通1508号のクロスレビューでは、4人全員が8点をつけ40点満点中32点でゴールド殿堂入りとなった。